# Halbmarathon
Ein Halbmarathon ist ein Langstreckenlauf über 21,0975 Kilometer. Dies entspricht genau der Hälfte der Streckenlänge des Marathonlaufs.
Er ist der gebräuchlichste auf der Marathondistanz basierende Straßenlauf, ist aber keine Standarddistanz bei Leichtathletik-Weltmeisterschaften oder den Olympischen Spielen. Bestzeiten werden aber schon seit den 1970er Jahren registriert und es werden jährlich Halbmarathon-Weltmeisterschaften durchgeführt. Heute wird er in zahlreichen Laufsportveranstaltungen und Volksläufen ausgetragen.

## Anforderungen
Eine Faustregel im Ausdauersport besagt, dass man die Strecke, die man regelmäßig in einer Woche läuft, auch an einem Stück laufen kann. Somit ist der Halbmarathon ein beliebter Lauf für Amateure, da er eine ernsthafte Herausforderung darstellt, aber im Vergleich zum Marathonlauf einen überschaubaren Trainingsaufwand erfordert. Der Halbmarathon wird häufig im Rahmen von Volksläufen angeboten.
Ein schnell gelaufener Halbmarathon stellt andere Anforderungen an den menschlichen Organismus als die benachbarten Disziplinen 10.000-Meter-Lauf und Marathonlauf. Der 10.000-Meter-Lauf wird knapp an der Geschwindigkeit bei maximaler Sauerstoffaufnahme gelaufen, der Marathon hingegen unter der anaeroben Schwelle. Für einen guten Halbmarathonläufer dagegen stellt ein Wettkampf über etwa eine Stunde recht gut die maximale Belastung in diesem Schwellentempo dar. Ein weniger gut trainierter Läufer, der ein solches Tempo nicht erreichen kann, muss allerdings unter seinem persönlichen Schwellentempo bleiben, da sonst der Zeitraum in diesem Belastungsbereich zu lange wird.
Auf internationalem Niveau werden bei Halbmarathonläufen Spitzenzeiten im Bereich von 0:57 Minuten bis 1:02 Stunden gelaufen, was einem Tempo von unter 3 Minuten pro Kilometer oder etwa 21 Kilometer pro Stunde entspricht.

## Regeln
Ernsthafte Halbmarathonwettbewerbe werden nach denselben Vorschriften abgehalten wie Marathonläufe; der Grund liegt darin, dass der Leichtathletik-Verband World Athletics sämtliche Straßenrennen in einer gemeinsamen Norm regelt. Die wichtigsten Regeln sind somit:
- Die Strecke muss asphaltiert oder betoniert sein, und für Motorfahrzeuge gesperrt sein. Teilstrecken aus Naturstraße, Gras und anderen Unterlagen müssen auf ein Minimum reduziert werden.
- Alle rund fünf Kilometer muss ein Verpflegungsposten stehen. Grundsätzlich dürfen Läufer nur bei Verpflegungsposten Getränke oder Nahrungsmittel annehmen.
- Elektronische Geräte sind verboten. Ausnahme: Geräte, die vom Läufer selbst getragen werden, und ihm Daten wie Pace, Puls, gelaufene Strecke, Zeit und Schrittlänge anzeigen. Jegliche Datenübermittlung an andere Personen ist verboten.
- Schrittmacher müssen von Anfang an mitlaufen.
- Die Strecke wird entlang dem kürzestmöglichen Pfad gemessen, bei Kurven ist also die Innenseite relevant.

Für die Anerkennung von Weltrekorden gelten zusätzliche Vorschriften: Das Ziel darf höchstens 21 Meter tiefer liegen als der Start (entspricht 1 ‰ Durchschnittsgefälle); und die Luftlinien-Distanz zwischen Start und das Ziel darf höchstens 10,48 Kilometer betragen (was 50 Prozent der Laufstrecke entspricht). Dies soll allfälligen Rücken- oder Gegenwind ausgleichen. Ebenso muss der Wettbewerb prinzipiell öffentlich sein.

## Statistik

### Entwicklung der Weltrekorde
Stand: 17. Februar 2025
Männer
| Zeit (h/min) | Name                       | Nationalität           | Datum              | Ort                |
| ------------ | -------------------------- | ---------------------- | ------------------ | ------------------ |
| 1:05:44      | Ron Hill                   | Vereinigtes Königreich | 19. Juni 1965      | Freckleton         |
| 1:05:42      | Pete Ravald                | Vereinigtes Königreich | 18. Juni 1966      | Freckleton         |
| 1:04:45      | Ron Hill                   | Vereinigtes Königreich | 21. Juni 1969      | Freckleton         |
| 1:03:53      | Derek Graham               | Vereinigtes Königreich | 2. Mai 1970        | Belfast            |
| 1:03:46      | Rafael Ángel Pérez Cordoba | Costa Rica             | 8. Februar 1976    | Coamo              |
| 1:02:57      | Miruts Yifter              | Äthiopien              | 6. Februar 1977    | Coamo              |
| 1:02:47      | Tony Simmons               | Vereinigtes Königreich | 24. Juni 1978      | Welwyn Garden City |
| 1:02:36      | Nick Rose                  | Vereinigtes Königreich | 14. Oktober 1979   | Dayton             |
| 1:02:32      | Kirk Pfeffer               | Vereinigte Staaten     | 7. Dezember 1979   | Las Vegas          |
| 1:02:16      | Stan Mavis                 | Vereinigte Staaten     | 27. Januar 1980    | New Orleans        |
| 1:01:47      | Herb Lindsay               | Vereinigte Staaten     | 20. September 1981 | Manchester         |
| 1:01:36      | Mike Musyoki               | Kenia                  | 19. September 1982 | Philadelphia       |
| 1:01:32      | Paul Cummings              | Vereinigte Staaten     | 25. September 1983 | Dayton             |
| 1:01:14      | Steve Jones                | Vereinigtes Königreich | 11. August 1985    | Birmingham         |
| 1:00:55      | Mark Curp                  | Vereinigte Staaten     | 15. September 1985 | Philadelphia       |
| 1:00:46      | Dionicio Cerón             | Mexiko                 | 16. September 1990 | Philadelphia       |
| 59:47        | Moses Tanui                | Kenia                  | 3. April 1993      | Mailand            |
| 59:17        | Paul Tergat                | Kenia                  | 4. April 1998      | Mailand            |
| 59:16        | Samuel Kamau Wanjiru       | Kenia                  | 11. September 2005 | Rotterdam          |
| 58:55        | Haile Gebrselassie         | Äthiopien              | 15. Januar 2006    | Phoenix            |
| 58:53        | Samuel Kamau Wanjiru       | Kenia                  | 9. Februar 2007    | Ra’s al-Chaima     |
| 58:33        | Samuel Kamau Wanjiru       | Kenia                  | 17. März 2007      | Den Haag           |
| 58:23        | Zersenay Tadese            | Eritrea                | 21. März 2010      | Lissabon           |
| 58:01        | Geoffrey Kamworor          | Kenia                  | 15. September 2019 | Kopenhagen         |
| 57:32        | Kibiwott Kandie            | Kenia                  | 6. Dezember 2020   | Valencia           |
| 57:31        | Jacob Kiplimo              | Uganda                 | 21. November 2021  | Lissabon           |
| 57:30        | Yomif Kejelcha             | Äthiopien              | 27. Oktober 2024   | Valencia           |
| 56:42        | Jacob Kiplimo              | Uganda                 | 16. Februar 2025   | Barcelona          |

Frauen
| Zeit (h) | Name                   | Nationalität       | Datum              | Ort            |
| -------- | ---------------------- | ------------------ | ------------------ | -------------- |
| 1:15:58  | Miki Gorman            | Vereinigte Staaten | 19. November 1978  | Pasadena       |
| 1:15:01  | Ellison Goodall        | Vereinigte Staaten | 10. März 1979      | Winston-Salem  |
| 1:14:04  | Patty Catalano         | Vereinigte Staaten | 23. September 1979 | Manchester     |
| 1:13:59  | Marja Wokke            | Niederlande        | 29. März 1980      | Den Haag       |
| 1:13:26  | Joan Benoit            | Vereinigte Staaten | 18. Januar 1981    | New Orleans    |
| 1:11:16  | Joan Benoit            | Vereinigte Staaten | 7. März 1981       | San Diego      |
| 1:09:57  | Grete Waitz            | Norwegen           | 15. Mai 1982       | Göteborg       |
| 1:09:14  | Joan Benoit            | Vereinigte Staaten | 18. September 1983 | Philadelphia   |
| 1:08:34  | Joan Benoit            | Vereinigte Staaten | 16. September 1984 | Philadelphia   |
| 1:08:32  | Ingrid Kristiansen     | Norwegen           | 19. März 1989      | New Bedford    |
| 1:07:59  | Elana Meyer            | Südafrika          | 18. Mai 1991       | East London    |
| 1:07:58  | Uta Pippig             | Deutschland        | 19. März 1995      | Kyōto          |
| 1:07:36  | Elana Meyer            | Südafrika          | 9. März 1997       | Kyōto          |
| 1:07:29  | Elana Meyer            | Südafrika          | 8. März 1998       | Kyōto          |
| 1:06:44  | Elana Meyer            | Südafrika          | 15. Januar 1999    | Tokio          |
| 1:06:25  | Lornah Kiplagat        | Niederlande        | 14. Oktober 2007   | Udine          |
| 1:05:50  | Mary Jepkosgei Keitany | Kenia              | 18. Februar 2011   | Ra’s al-Chaima |
| 1:05:12  | Florence Kiplagat      | Kenia              | 16. Februar 2014   | Barcelona      |
| 1:05:09  | Florence Kiplagat      | Kenia              | 15. Februar 2015   | Barcelona      |
| 1:05:06  | Peres Jepchirchir      | Kenia              | 10. Februar 2017   | Ra’s al-Chaima |
| 1:04:52  | Joyciline Jepkosgei    | Kenia              | 1. April 2017      | Prag           |
| 1:04:51  | Joyciline Jepkosgei    | Kenia              | 22. Oktober 2017   | Valencia       |
| 1:04:31  | Ababel Yeshaneh        | Äthiopien          | 21. Februar 2020   | Ra’s al-Chaima |
| 1:04:02  | Ruth Chepngetich       | Kenia              | 4. April 2021      | Istanbul       |
| 1:02:52  | Letesenbet Gidey       | Äthiopien          | 24. Oktober 2021   | Valencia       |

### Bestenlisten

#### Weltbestenliste

##### Männer
In dieser Liste sind alle Läufer mit einer Zeit von 58:59 min und schneller aufgeführt.
 (Letzte Veränderung: 23. März 2025)
1. 56:42 min,  Jacob Kiplimo, Barcelona, 16. Februar 2025
2. 57:30 min,  Yomif Kejelcha, Valencia, 27. Oktober 2024
3. 57:32 min,  Kibiwott Kandie, Valencia, 6. Dezember 2020
4. 57:41 min,  Yomif Kejelcha, Valencia, 22. Oktober 2023
5. 57:41 min,  Hagos Gebrhiwet, Valencia, 22. Oktober 2023
6. 57:49 min,  Rhonex Kipruto, Valencia, 6. Dezember 2020
7. 57:50 min,  Selemon Barega, Valencia, 22. Oktober 2023
8. 57:59 min,  Alexander Mutiso Munyao, Valencia, 6. Dezember 2020
9. 58:01 min,  Geoffrey Kamworor, Kopenhagen, 15. September 2019
10. 58:07 min,  Abel Kipchumba, Valencia, 24. Oktober 2021
11. 58:11 min,  Philemon Kiplimo, Valencia, 6. Dezember 2020
12. 58:23 min,  Zersenay Tadese, Lissabon, 21. März 2010
13. 58:24 min,  Sabastian Sawe, Prag, 6. April 2024
14. 58:26 min,  Daniel Mateiko, Valencia, 24. Oktober 2021
15. 58:26 min,  Gilbert Kipkosgei Kiprotich, Málaga, 23. März 2025
16. 58:28 min,  Kennedy Kimutai, Valencia, 24. Oktober 2021
17. 58:33 min,  Samuel Kamau Wanjiru, Den Haag, 17. März 2007
18. 58:33 min,  Jemal Yimer, Valencia, 28. Oktober 2018
19. 58:40 min,  Abraham Cheroben, Kopenhagen, 17. September 2017
20. 58:40 min,  Muktar Edris, Valencia, 24. Oktober 2021
21. 58:42 min,  Bedan Karoki, Ra’s al-Chaima, 9. Februar 2018
22. 58:42 min,  Eric Kiptanui, Berlin, 8. April 2018
23. 58:42 min,  Stephen Kiprop, Ra’s al-Chaima, 8. Februar 2019
24. 58:42 min,  Kelvin Kiptum, Valencia, 6. Dezember 2020
25. 58:43 min,  Mathew Kimeli, Valencia, 24. Oktober 2021
26. 58:44 min,  Abadi Hadis, Valencia, 28. Oktober 2018
27. 58:44 min,  Patrick Mosin, Málaga, 23. März 2025
28. 58:45 min,  Benard Kibet, Ra’s al-Chaima, 18. Februar 2023
29. 58:46 min,  Mathew Kipkoech Kisorio, Philadelphia, 18. September 2011
30. 58:47 min,  Atsedu Tsegay, Prag, 31. März 2012
31. 58:47 min,  Tadese Worku, Valencia, 23. Oktober 2022
32. 58:48 min,  Sammy Kirop Kitwara, Philadelphia, 18. September 2011
33. 58:48 min,  Jorum Okombo, Kopenhagen, 17. September 2017
34. 58:50 min,  John Korir, Ra’s al-Chaima, 24. Februar 2024
35. 58:51 min,  Alex Korio, Kopenhagen, 17. September 2017
36. 58:52 min,  Patrick Makau Musyoki, Ra’s al-Chaima, 20. Februar 2009
37. 58:53 min,  Amedework Walelegn, Neu-Delhi, 29. November 2020
38. 58:53 min,  Charles Kipkurui Langat, Barcelona, 19. Februar 2023
39. 58:53 min,  Hillary Chepkwony, Valencia, 22. Oktober 2023
40. 58:54 min,  Stephen Kibet, Den Haag, 11. März 2012
41. 58:54 min,  Andamlak Belihu, Neu-Delhi, 29. November 2020
42. 58:55 min,  Haile Gebrselassie, Phoenix, 15. Januar 2006
43. 58:55 min,  Isaia Kipkoech Lasoi, Ra’s al-Chaima, 24. Februar 2024
44. 58:56 min,  Stanley Kipleting Biwott, Ra’s al-Chaima, 15. Februar 2013
45. 58:56 min,  Stephen Kissa, Neu-Delhi, 29. November 2020
46. 58:57 min,  Felix Kipkoech, Berlin, 22. August 2021
47. 58:58 min,  Geoffrey Kiprono Mutai, Ra’s al-Chaima, 15. Februar 2013
48. 58:58 min,  Milkesa Mengesha, Kopenhagen, 18. September 2022
49. 58:59 min,  Wilson Kipsang, Ra’s al-Chaima, 20. Februar 2009
50. 58:59 min,  Birhanu Legese, Barcelona, 19. Februar 2023

Schnellste Zeiten auf nicht rekordkonformer Strecke
Nach den Rekordanerkennungsregeln von World Athletics darf ein Halbmarathon ein maximales Gefälle von 21 Meter aufweisen. Des Weiteren dürfen Start und Ziel nicht weiter als 10,5 Kilometer auseinanderliegen.
1. 58:41 min,  Bernard Kiprop Koech, San Diego, 2. Juni 2013
2. 58:44 min,  Solomon Kirwa Yego, Ostia, 13. März 2016
3. 58:56 min,  Martin Irungu Mathathi, South Shields, 18. September 2011
4. 59:06 min,  Paul Tergat, Lissabon, 26. März 2000
5. 59:07 min,  Micah Kogo, South Shields, 16. September 2012
6. 59:07 min,  Mo Farah, South Shields, 8. September 2019

##### Frauen
In dieser Liste sind alle Läuferinnen mit einer Zeit von 1:05:52 h und schneller aufgeführt.
 (Letzte Veränderung: 23. März 2025)
1. 1:02:52 h,  Letesenbet Gidey, Valencia, 24. Oktober 2021
2. 1:03:04 h,  Agnes Jebet Ngetich, Valencia, 27. Oktober 2024
3. 1:03:21 h,  Fotyen Tesfay, Valencia, 27. Oktober 2024
4. 1:03:32 h,  Lilian Kasait Rengeruk, Valencia, 27. Oktober 2024
5. 1:03:51 h,  Yalemzerf Yehualaw, Valencia, 24. Oktober 2021
6. 1:04:02 h,  Ruth Chepngetich, Istanbul, 4. April 2021
7. 1:04:13 h,  Joyciline Jepkosgei, Barcelona, 16. Februar 2025
8. 1:04:14 h,  Girmawit Gebrzihair, Ra’s al-Chaima, 19. Februar 2022
9. 1:04:14 h,  Ejgayehu Taye, Valencia, 27. Oktober 2024
10. 1:04:21 h,  Tsigie Gebreselama, Lissabon, 9. März 2025
11. 1:04:22 h,  Hellen Obiri, Ra’s al-Chaima, 19. Februar 2022
12. 1:04:31 h,  Ababel Yeshaneh, Ra’s al-Chaima, 21. Februar 2020
13. 1:04:36 h,  Sheila Chepkirui, Ra’s al-Chaima, 19. Februar 2022
14. 1:04:37 h,  Irine Jepchumba Kimais, Barcelona, 19. Februar 2023
15. 1:04:37 h,  Sutume Asefa Kebede, Houston, 14. Januar 2024
16. 1:04:40 h,  Senbere Teferi, Barcelona, 11. Februar 2024
17. 1:04:46 h,  Margaret Chelimo Kipkemboi, Valencia, 22. Oktober 2023
18. 1:04:49 h,  Brigid Kosgei, Ra’s al-Chaima, 21. Februar 2020
19. 1:04:52 h,  Fancy Chemutai, Ra’s al-Chaima, 9. Februar 2018
20. 1:04:53 h,  Irene Cheptai, Valencia, 22. Oktober 2023
21. 1:04:55 h,  Mary Keitany, Ra’s al-Chaima, 9. Februar 2018
22. 1:05:01 h,  Tsehay Gemechu, Larne, 28. August 2022
23. 1:05:03 h,  Victory Chepngeno, Houston, 16. Januar 2022
24. 1:05:04 h,  Joan Chelimo Melly, Prag, 7. April 2018
25. 1:05:06 h,  Peres Jepchirchir, Ra’s al-Chaima, 10. Februar 2017
26. 1:05:07 h,  Caroline Chepkoech Kipkirui, Ra’s al-Chaima, 9. Februar 2018
27. 1:05:09 h,  Florence Kiplagat, Barcelona, 15. Februar 2015
28. 1:05:15 h,  Sifan Hassan, Kopenhagen, 16. September 2018 (Europarekord)
29. 1:05:15 h,  Janet Chepngetich, Valencia, 22. Oktober 2023
30. 1:05:18 h,  Melat Yisak Kejeta, Gdynia, 17. Oktober 2020 (deutscher Rekord)
31. 1:05:18 h,  Genzebe Dibaba, Valencia, 6. Dezember 2020
32. 1:05:21 h,  Nancy Jelagat, Berlin, 22. August 2021
33. 1:05:22 h,  Violah Jepchumba, Prag, 1. April 2017
34. 1:05:28 h,  Judith Korir, Ra’s al-Chaima, 19. Februar 2022
35. 1:05:30 h,  Almaz Ayana, Lissabon, 12. März 2023
36. 1:05:34 h,  Rosemary Wanjiru, Ra’s al-Chaima, 21. Februar 2020
37. 1:05:36 h,  Gotytom Gebreslase, Manama, 12. Dezember 2021
38. 1:05:39 h,  Zeineba Yimer, Gdynia, 17. Oktober 2020
39. 1:05:39 h,  Catherine Amanang'ole, Barcelona, 19. Februar 2023
40. 1:05:41 h,  Hawi Feysa, Kopenhagen, 19. September 2021
41. 1:05:41 h,  Konstanze Klosterhalfen, Valencia, 23. Oktober 2022
42. 1:05:43 h,  Eilish McColgan, Berlin, 2. April 2023
43. 1:05:43 h,  Judy Kemboi, Kopenhagen, 15. September 2024
44. 1:05:44 h,  Brenda Jepleting, Valencia, 24. Oktober 2021
45. 1:05:45 h,  Netsanet Gudeta, Ra’s al-Chaima, 8. Februar 2019
46. 1:05:46 h,  Bosena Mulatie, Ra’s al-Chaima, 19. Februar 2022
47. 1:05:46 h,  Gladys Chepkurui, Barcelona, 19. Februar 2023
48. 1:05:46 h,  Loice Chemnung, Málaga, 23. März 2025
49. 1:05:47 h,  Kalkidan Gezahegne, Manama, 12. Dezember 2021
50. 1:05:52 h,  Edith Chelimo, Cardiff, 1. Oktober 2017

Schnellste Zeiten auf nicht rekordkonformer Strecke
Nach den Rekordanerkennungsregeln von World Athletics darf ein Halbmarathon ein maximales Gefälle von 21 Meter aufweisen. Des Weiteren dürfen Start und Ziel nicht weiter als 10,5 Kilometer auseinanderliegen.
1. 1:04:28 h,  Brigid Kosgei, South Shields, 8. September 2019
2. 1:05:39 h,  Mary Keitany, South Shields, 7. September 2014
3. 1:05:40 h,  Paula Radcliffe, South Shields, 22. September 2003
4. 1:05:44 h,  Susan Chepkemei, Lissabon, 1. April 2001
5. 1:05:45 h,  Priscah Jeptoo, South Shields, 15. September 2013
6. 1:06:09 h,  Meseret Defar, South Shields, 15. September 2013

#### Deutschland
Männer
| Zeit (min/h) | Name          | Ort       | Datum              |
| ------------ | ------------- | --------- | ------------------ |
| 00:59:31     | Amanal Petros | Berlin    | 06. April 2025     |
| 1:00:34      | Carsten Eich  | Berlin    | 4. April 1993      |
| 1:01:02      | Kurt Stenzel  | Luxemburg | 25. September 1988 |

Frauen
| Zeit (h) | Name                    | Ort      | Datum            |
| -------- | ----------------------- | -------- | ---------------- |
| 1:05:18  | Melat Yisak Kejeta      | Gdynia   | 17. Oktober 2020 |
| 1:05:41  | Konstanze Klosterhalfen | Valencia | 23. Oktober 2022 |
| 1:07:58  | Uta Pippig              | Kyōto    | 19. März 1995    |

#### Österreich
Männer
| Zeit (h) | Name                | Ort       | Datum            |
| -------- | ------------------- | --------- | ---------------- |
| 1:01:42  | Günther Weidlinger  | Udine     | 14. Oktober 2007 |
| 1:02:34  | Timon Theuer        | Barcelona | 16. Februar 2020 |
| 1:02:39  | Michael Buchleitner | Paderborn | 10. April 2004   |

Frauen
| Zeit (h) | Name               | Ort       | Datum            |
| -------- | ------------------ | --------- | ---------------- |
| 1:11:09  | Julia Mayer        | Barcelona | 11. Februar 2024 |
| 1:12:32  | Susanne Pumper     | Wien      | 28. Oktober 2007 |
| 1:13:25  | Eva-Maria Gradwohl | Wien      | 30. März 2003    |

#### Schweiz
Männer
| Zeit (min/h) | Name                   | Ort            | Datum            |
| ------------ | ---------------------- | -------------- | ---------------- |
| 0:59:13      | Julien Wanders         | Ra’s al-Chaima | 8. Februar 2019  |
| 1:00:42      | Tadesse Abraham        | Barcelona      | 15. Februar 2015 |
| 1:01:26      | Stéphane Schweickhardt | Košice         | 4. Oktober 1997  |

Frauen
| Zeit (h) | Name              | Ort     | Datum           |
| -------- | ----------------- | ------- | --------------- |
| 1:08:27  | Fabienne Schlumpf | Dresden | 21. März 2021   |
| 1:09:29  | Martina Strähl    | Berlin  | 8. April 2018   |
| 1:10:34  | Ursula Jeitziner  | Breda   | 6. Oktober 1996 |

### Halbmarathon-Weltmeisterschaften
Halbmarathon-Weltmeisterschaften werden seit dem Jahr 1992 ausgetragen. Bis 2010 fanden sie jährlich statt, ab dann im Zweijahresrhythmus. Es gibt bei den Frauen und bei den Männern sowohl eine Einzelwertung als auch eine Mannschaftswertung. In den Jahren 1992 und 1993 gab es zusätzlich eine Juniorenwertung.
Die Medaillengewinner bei den Halbmarathon-Weltmeisterschaften finden sich auf folgender Seite: Liste der Medaillengewinner bei den Halbmarathon-Weltmeisterschaften.

## Halbmarathonläufe
Halbmarathonläufe gibt es seit den 1970er Jahren. In den 1980er Jahren wurde die Distanz sehr populär. Heute finden sie zahlreich statt. Da die Distanz vorwiegend Freizeitläufer anzieht, handelt es sich zumeist um Stadtläufe für ein breites Publikum.
Häufig finden die Läufe nicht als unabhängige Veranstaltung statt, sondern in direkter Verbindung mit einem Marathon. Die Strecke ist dann in der Regel eine Abwandlung der Marathonstrecke. Der Start findet dann zusammen mit dem Marathon oder in enger zeitlicher Abfolge statt. Ein Beispiel hierfür ist der Baden-Marathon in Karlsruhe, wo alle Läufer gemeinsam eine Halbmarathonstrecke absolvieren und die Marathonläufer dann eine weitere Strecke laufen, während die Halbmarathonläufer direkt ins Ziel laufen. Eine andere Variante ist zum Beispiel jene des Lausanne-Marathons: Die Marathonläufer laufen von Lausanne zum Startpunkt des Halbmarathons; nach dem Durchgang der Marathonläufer in La-Tour-de-Peilz beginnt dort der Halbmarathon.
Vereinzelt werden auch Halbmarathonläufe im Rahmen von Leichtathletikveranstaltungen auf der Kampfbahn abgehalten.
Einige Beispiele für regelmäßig stattfindenden Halbmarathonläufe sind in der Liste von Halbmarathonläufen aufgeführt.